# Resen (Serbia)
Resen (cyr. Ресен) – wieś w Serbii, w okręgu pczyńskim, w gminie Bosilegrad. W 2011 roku liczyła 66 mieszkańców.